# Unverritzt (Bergbau)
Als unverritzt bezeichnet der Bergmann alle Teile des Gebirges, in die noch keine bergmännischen Hohlräume wie Gruben, Schächte, Stollen, Strebe, Kammern o. Ä. eingebracht wurden. Erkundungsbohrungen gelten nicht als Verritzung. 
Das Verritzen ist entsprechend der Beginn des Abbaus einer Lagerstätte, etwa eines Kohleflözes, eines Kalklagers oder eines Erzgangs. Durch das Verritzen ändert sich die Verteilung des Gebirgsdrucks, daher müssen diese Hohlräume gegen Gebirgsschläge gesichert werden, z. B. durch bergmännischen Grubenausbau.